# Тобољска митрополија
Тобољска митрополија (рус. Тобольская митрополия) митрополија је Руске православне цркве.
Образована је одлуком Светог синода од 2. октобра 2013, а налази се у оквиру граница Тјумењске области. У њеном саставу се налазе двије епархије: Ишимска и Тобољска.